# Southend-on-Sea (plaats)
Southend-on-Sea is een plaats in de regio Oost-Engeland in Groot-Brittannië in het zuidoosten van Essex.
Het is het centrum van het bestuurlijke gebied Southend-on-Sea. Southend ligt tussen de plaatsen: in het westen Westcliff-on-Sea, in het noorden Prittlewell en in het oosten Southchurch, alle gelegen in hetzelfde district.
Het eigenlijke Southend is een badplaats aan de noordkant van de monding (een estuarium) van de rivier de Theems en is ontstaan als het zuidelijke einde van het plaatsje Prittlewell. In de 19e en 20e eeuw is Southend door het toerisme gegroeid. Opvallend is de Pier van Southend, de grootste pier voor amusement en recreatie ter wereld, die verscheidene branden heeft overleefd.
Ten noorden van Southend en van Prittlewell ligt de Luchthaven London Southend.
Southend wordt door twee spoorlijnen met de Britse hoofdstad Londen verbonden:
- De London, Tilbury & Southend Railway van het Station London Fenchurch Street naar de stations Southend Central, Southend East, Thorpe Bay en Shoeburyness.
- Een tak van de Great Eastern Main Line (Liverpool Street line) van het Londense Liverpool Street Station naar de stations Southend Airport, Prittlewell en het Southend Victoria.

## Geboren
- James Brokenshire (1968-2021), politicus
- Nathalie Emmanuel (1989), actrice
- Dominic Iorfa (1995), voetballer
- Cameron Carter-Vickers (1997), voetballer
- Adrianna Bertola (1999), actrice en zangeres

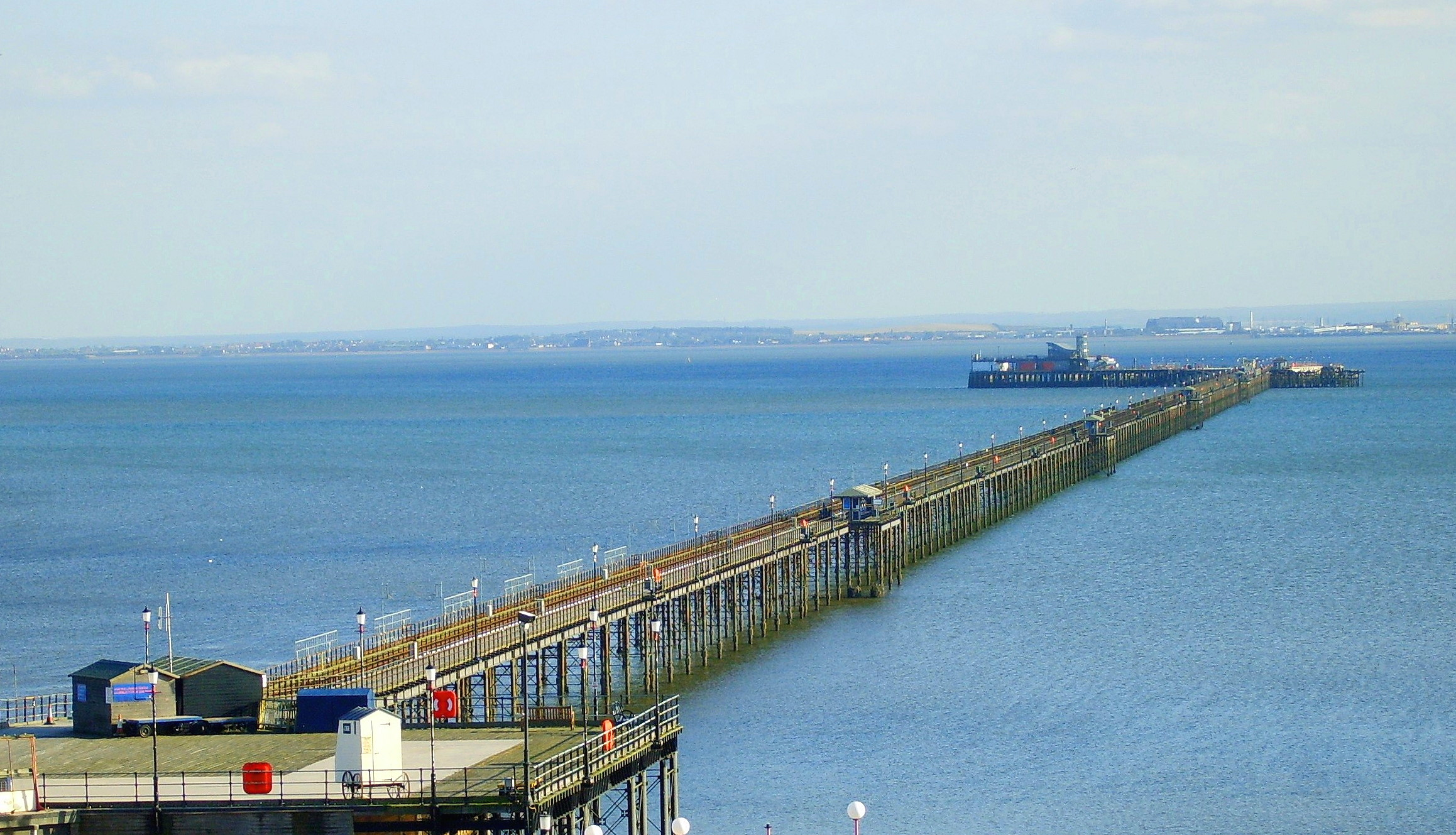
Southend Pier
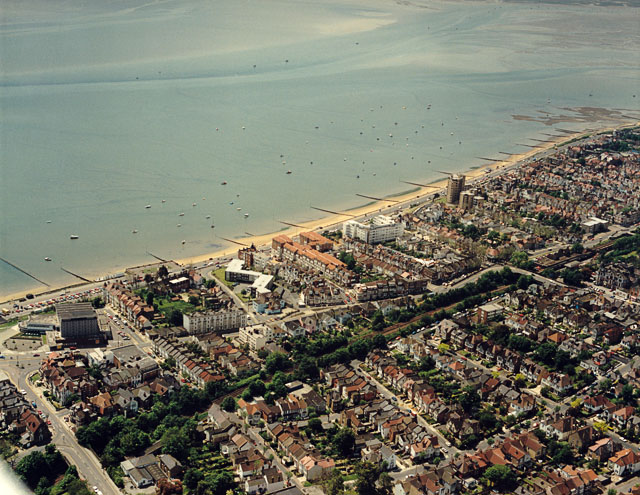
Luchtfoto